# Hemsleya lijiangensis
Hemsleya lijiangensis är en gurkväxtart som beskrevs av An Min g Lu, Cheng Yih Wu och C.L. Chen. Hemsleya lijiangensis ingår i släktet Hemsleya och familjen gurkväxter. Inga underarter finns listade i Catalogue of Life.